# Чорноморський краєзнавчий музей
Чорноморський історико-краєзнавчий музей — дає загальне уявлення про історію і природу Тарханкутського півострова Північно-Західного Криму. Музей розміщений в центрі смт Чорноморське, по вул. Революції.
В експозиційних залах оформлені виставки, які розповідають про історію краю, про життя народів, які жили в різні часи: їх заняття, побут, духовну культуру. На даний час в музеї вісім залів:
• Дві античні зали, в котрих зберігаються знахідки археологічних експедицій, що проводилися на Тарханкуті (великі колекції амфор, чорно-лакові посудини та інші предмети побуту давніх греків та скіфів, які датуються IV ст. до н. е. — II ст. н. е. та ін.)
• У залі середньовіччя музею представлені експонати, котрі розповідають про життя та звичаї народів, які населяли захід Криму мис Тарханкут і територію Чорноморського району (в тому числі унікальну, добре збережену половецьку кам'яну статую).
• Зала етнографії розповідає про побут, ремесла, культуру росіян, українців, кримських татар, болгар та ін. народів і народностей, які населяли західний Крим. в період XIX—XX століть. Представлені предмети народної творчості.
• Зала «Великої Вітчизняної війни», де зібраний матеріал про земляків, які воювали на всіх фронтах, про партизанів і підпільників Чорноморського району. На базі матеріалів, які експонуються у цій залі, проводиться велика робота по просвітництву і військово-патріотичному вихованню школярів району.
• Зала, присвячена війні СРСР в Афганістані, в котрій представлені фотографії, особисті речі жителів Чорноморського району, які воювали в Афганістані, розповідається про їх долі.
• У залі природи розповідається про флору і фауну Тарханкуту, а також розміщені фотографії та панорами природних визначних пам׳яток та пам׳яток цієї місцевості.
• Окрема зала присвячена історії та трудовим будням найбільшого в регіоні та Криму підприємства ДАТ «Чорноморнафтогаз».

## Історія
Вперше ідея створення музею з׳явилась у 1960-му році. Підготовчі організаційні роботи почалися у 1981 році і тривали до 1987 року. У створенні музею брали участь майже всі організації району: колгоспи, райгоспи, підприємства, установи. Кожна організація мала своє завдання, за деякими закріплювалися певні зали, активну участь брало і багато жителів району. Створилася рада музею із 16-ти працівників партійних радянських і комсомольських органів, представників культури, освіти, воєнкомату, ради ветеранів Великої Вітчизняної війни, ДОСААФ. Значний внесок у розвиток музею зробив Сергій Миколайович Пушкарьов — голова ради музею. Нині він — виконавчий директор Асоціації заповідників та музеїв Криму, заслужений працівник культури Криму. Урочисте відкриття районного музею відбулося 4 листопада 1987 року і, як було заведено в ті роки, присвячувалося ювілейній даті — 70-річчю Великого Жовтня. Першим директором музею була призначена О. К. Козлова (Ломовицька), котра зробила значний внесок у формування фондів та оформлення музейної експозиції. Однією з добрих традицій було урочисте прийняття учнів селищних та сільських шкіл району в піонери у стінах музею. У 1992 році Чорноморському історико-краєзнавчому музею присвоєний статус «Районний». У 1992 році була оформлена експозиція зали природи працівниками Чорноморської художньо-оформлювальної майстерні, на чолі з керівником А. В. Черевко. А. І. Ніколаєв виконав декоративне панно у незвичайній техніці, з використанням природних матеріалів (мушля). Рішення "Про включення Чорноморського історико-краєзнавчого музею до складу Республіканського історико-археологічного заповідника «Калос Лімен» від 16 грудня 1999 року було сприйнято на 13-й сесії 23-го скликання Районної Ради. У 2006 році була розроблена програма «Музей — школі», успішна реалізація котрої здійснюється і в теперішній час.

## Експонати
У залі природи розповідається про флору і фауну Тарханкуту. Представлена безліч видів морських тварин, які мешкають на берегах Криму, а також фотографії та панорами природних пам׳яток цієї місцевості. У античних залах зберігаються понад 7 тис. знахідок археологічних експедицій, які відбуваються на Тарханкуті: великі колекції амфор, чорно-лаковані посудини та інші предмети побуту давніх греків та скіфів, які датуються IV ст. до н. е. — II ст. н. е. Одним із найцікавіших експонатів античних залів є рожево-глиняний кратер (IV-ІІІ ст. до н. е.) Його знайшли у 2012 році під час розкопок поселення Караджинів у селі Оленівка. Він зібраний з 37 уламків. Такі посудини використовувалися щоб розбавляти вино з водою. Але археологи кажуть, що ця посудина використовувалася і для ритуальних призначень, тому що його ручки не витримали б при щоденному використанні; скоріш за все він стов у святилищі на вівтарі. Знахідки кубки ліпні у 2013 році в поселенні Джан-Баба (Мар'їно) цікаві тим, що це ліпна кераміка місцевого виробництва. Тобто люди, котрі жили у цій місцевості, ліпили посуд самі для своєї сім'ї. У музеї представлені декілька рядів тарних посудин — амфор. Вони використовувались для перевезення води, вина, оливкової олії, також у них тримали зерно чи засолювали рибу. У найбільшій амфорі музею знайшли залишки риби, і вона була знайдена під водою. Практично 2500 років вона провела під водою, тому залишилася цілою. Ще ці посудини використовувалися як поховальні. Їм відсікали ручки, і вони вважалися не живими. Форми у амфор не звичайні, низ у них загострений, тому що давньогрецькі поселення знаходились в основному на береговій лінії та при транспортуванні кораблем греки насипали пісок, і у цей пісок заривали амфори, щоб вони не могли перевернутися і розбитися. Протома Деметри Теракота (IV- ІІІ ст.. до н. е.) була знайдена у поселенні Панско (Міжводне). Протоми були присвячені богині землеробства, захисниці хлібного поля. Було знайдено три таких протоми, але дві були відвезені до Ермітажу.
Намисто та прикраси (ІІІ-І ст. до н. е.) знайшли в Беляуському могильнику. Намистини виготовлялися з кольорового скла різних форм, і покривалися різнокольоровим лаком.
В залі середньовіччя музею представлені експонати добре збереженої половецької кам'яної статуї, котрі розповідають про життя мису Тарханкут і поселення Чорноморське.
Зала етнографії розповідає про побут, ремесла і про предмети народної творчості росіян, українців, болгар і кримських татар за період кінця XIX—XX століть. В залах зібрана безліч побутових предметів та костюми різних національностей.
У залі «Великої Вітчизняної війни» музею зібраний матеріал про земляків, які воювали на усіх фронтах, про партизан і підпільників Чорноморського району. На базі матеріалів, які експонуються у цій залі, проводиться велика робота по просвітництву та військово-патріотичному вихованню школярів району. У залі, присвяченій темі Великої Вітчизняної війни, представлено полотно «Перемога» Шипова О. М. Ця картина спочатку готувалася, щоб показати день Перемоги у Севастополі. Але коли митець її завершував, готувався до відкриття сам музей, і художник вирішив подарувати цю картину на відкриття, для цього був домальований справа мис для того, щоб більше було схоже на територію Тарханкуту.